# لووری میز
لووری میز (انگلیسی: Lowry Mays؛ زادهٔ ۲۴ ژوئیهٔ ۱۹۳۵) کارآفرین اهل ایالات متحده آمریکا است، که در سال ۱۹۷۲ شرکت آی‌هارت‌مدیا را تأسیس کرد.